# 密西西比州参议院
密西西比州参议院（英語：Mississippi State Senate）是美国密西西比议会的上議院，共有52名议员，每届任期4年。参议院议长由副州長兼任，副州長不在時則由臨時議長主持議事；现任议长为共和黨籍的迪恩·柯比。